# Мохамед ел Брејк
Мохамед Ибрахим ел Брејк (арап. محمد البريك‎, романизовано Mohammed Ibrahim Al-Breik; Мека, 15. септембар 1992) професионални је саудијски фудбалер који игра у одбрани на позицији десног бека.

## Клупска каријера
Професионалну каријеру започео је у редовима Ал Хилала из Ријада током 2014. године. Прву сезону у професионалном фудбалу провео је играјући као позајмљени играч за екипу Ал Раеда из Бурајде за који је током једне сезоне одиграо укупно 13 утакмица. 

## Репрезентативна каријера
За сениорску репрезентацију Саудијске Арабије дебитовао је 24. августа 2016. у пријатељској утакмици са селекцијом Лаоса коју су Саудијци убедљиво добили резултатом 4:0.  
Био је део националног тима и на Светском првенству 2018. у Русији где је одиграо све три утакмице групе А против Русије, Уругваја и Египта. 

## Успеси и признања
ФК Ал Хилал
- Првенство С. Арабије: 2016/17, 2017/18, 2019/20, 2020/21, 2021/22, 2023/24.
- Краљев куп: 2017, 2019/20, 2022/23.
- Куп престолонаследника: 2015/16.
- Саудијски суперкуп: 2015, 2018, 2021.
- АФК Лига шампиона: 2019, 2021.